# Château-sur-Cher
Château-sur-Cher is een gemeente in het Franse departement Puy-de-Dôme (regio Auvergne-Rhône-Alpes) en telt 93 inwoners (2009). De plaats maakt deel uit van het arrondissement Riom.

## Geografie
De oppervlakte van Château-sur-Cher bedraagt 11,8 km², de bevolkingsdichtheid is dus 7,9 inwoners per km².
De onderstaande kaart toont de ligging van Château-sur-Cher met de belangrijkste infrastructuur en aangrenzende gemeenten.

## Demografie
Onderstaande figuur toont het verloop van het inwonertal (bron: INSEE-tellingen).